# Josef Schuster (Theologe, 1946)
Josef Schuster SJ (* 23. Juli 1946 in Dauersberg) ist ein deutscher römisch-katholischer Theologe.

## Leben
Nach dem Abitur im Juni 1967 am Gymnasium der Zisterzienser-Abtei Marienstatt studierte er von 1969 bis 1971 Philosophie an der Hochschule Pullach und von 1971 bis 1974 Theologie an der PTH Sankt Georgen, wo er 1974 das Diplom in katholischer Theologie erwarb. Im Frankfurter Dom wurde er am 13. Juli 1974 zum Priester geweiht. Von 1974 bis 1977 war er Erzieher für die Jahrgänge 12 und 13 am Aloisiuskolleg in Bonn-Bad Godesberg und Lehrer für Religion und Philosophie. Das Promotionsstudium (1977–1982) im Fach Theologische Ethik an der Universität Tübingen bei Alfons Auer schloss er 1982   	mit Promotion zum Dr. theol. ab. Von 1982 bis 1986 leitete er das Jugendzentrum Mergener Hof in Trier und war nebenamtlich Religionslehrer am Friedrich-Wilhelm-Gymnasium. Das Terziat in Berlin absolvierte er von 1986 bis 1987. Als Hochschulassistent (1987–1996) lehrte er philosophische und theologische Ethik an der PTH Sankt Georgen. Nach der Habilitation 1996 für das Fach Moraltheologie wurde er zum ordentlichen Professor ernannt. Von 1998 bis 2004 war er Rektor des Kollegs Sankt Georgen.